# Martin Obst
Martin Obst (18 de noviembre de 1986) es un deportista alemán que compite en lucha libre. Ganó una medalla de plata en el Campeonato Europeo de Lucha de 2018, en la categoría de 79 kg.

## Palmarés internacional
| Campeonato Europeo | Campeonato Europeo | Campeonato Europeo | Campeonato Europeo |
| Año                | Lugar              | Medalla            | Categoría          |
| ------------------ | ------------------ | ------------------ | ------------------ |
| 2018               | Kaspisk (Rusia)    | Medalla de plata   | 79 kg              |